# Santilly (Eure-et-Loir)
Santilly ist eine französische Gemeinde mit 306 Einwohnern (Stand: 1. Januar 2022) im Département Eure-et-Loir in der Region Centre-Val de Loire; sie gehört zum Arrondissement Chartres und ist Mitglied im Gemeindeverband Communauté de communes Cœur de Beauce. Die Einwohner werden Santillois und Santilloises genannt.

## Geographie
Santilly liegt etwa 25 Kilometer nördlich von Orléans. Umgeben wird Santilly von den Nachbargemeinden Allaines-Mervilliers im Nordwesten und Norden, Poinville im Norden und Nordosten, Tivernon im Osten, Lion-en-Beauce im Osten und Südosten, Ruan im Südosten, Dambron im Süden, Baigneaux im Südwesten sowie Bazoches-les-Hautes im Westen.
Durch die Gemeinde führt die Autoroute A10. Westlich davon liegt der Flugplatz Santilly.

## Bevölkerungsentwicklung
| Jahr                       | 1962 | 1968 | 1975 | 1982 | 1990 | 1999 | 2006 | 2013 | 2020 |
| Einwohner                  | 444  | 402  | 361  | 312  | 271  | 305  | 353  | 355  | 322  |
| Quellen: Cassini und INSEE |      |      |      |      |      |      |      |      |      |

## Sehenswürdigkeiten

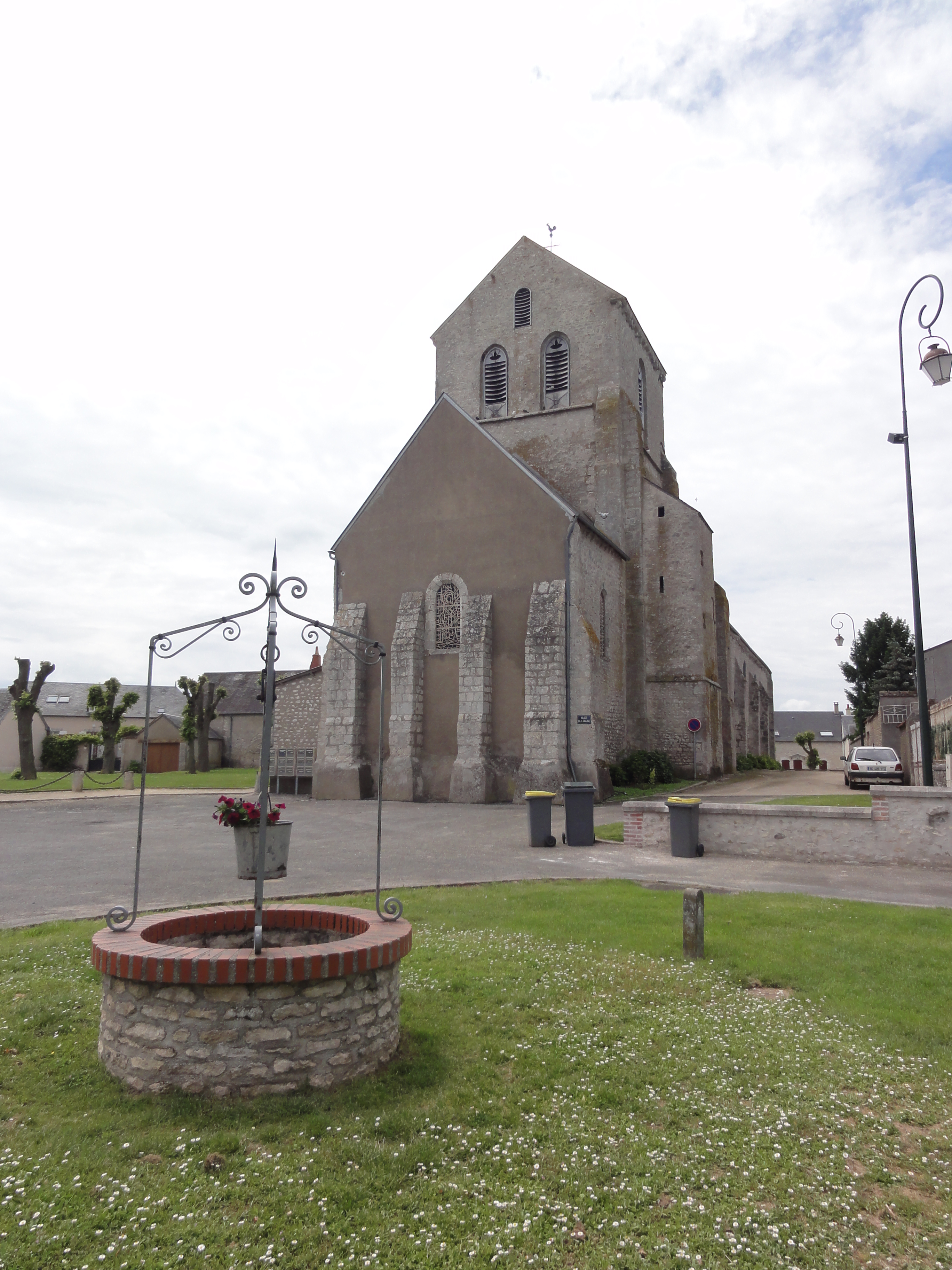
Kirche Saint-Pantaléon
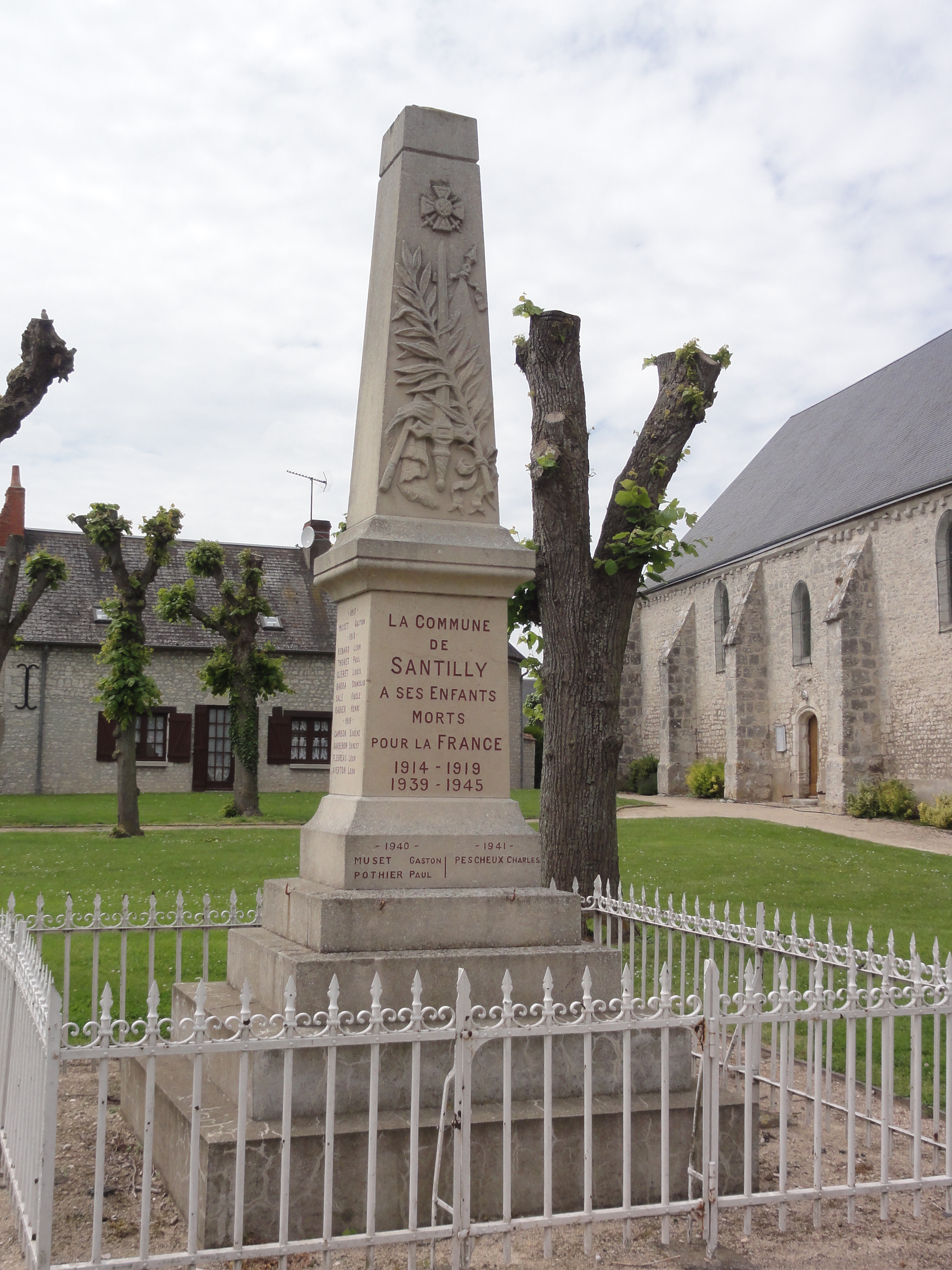
Gefallenendenkmal

- Kirche Saint-Pantaléon
- Gefallenendenkmal